# St. Thomas (Wallenfels)

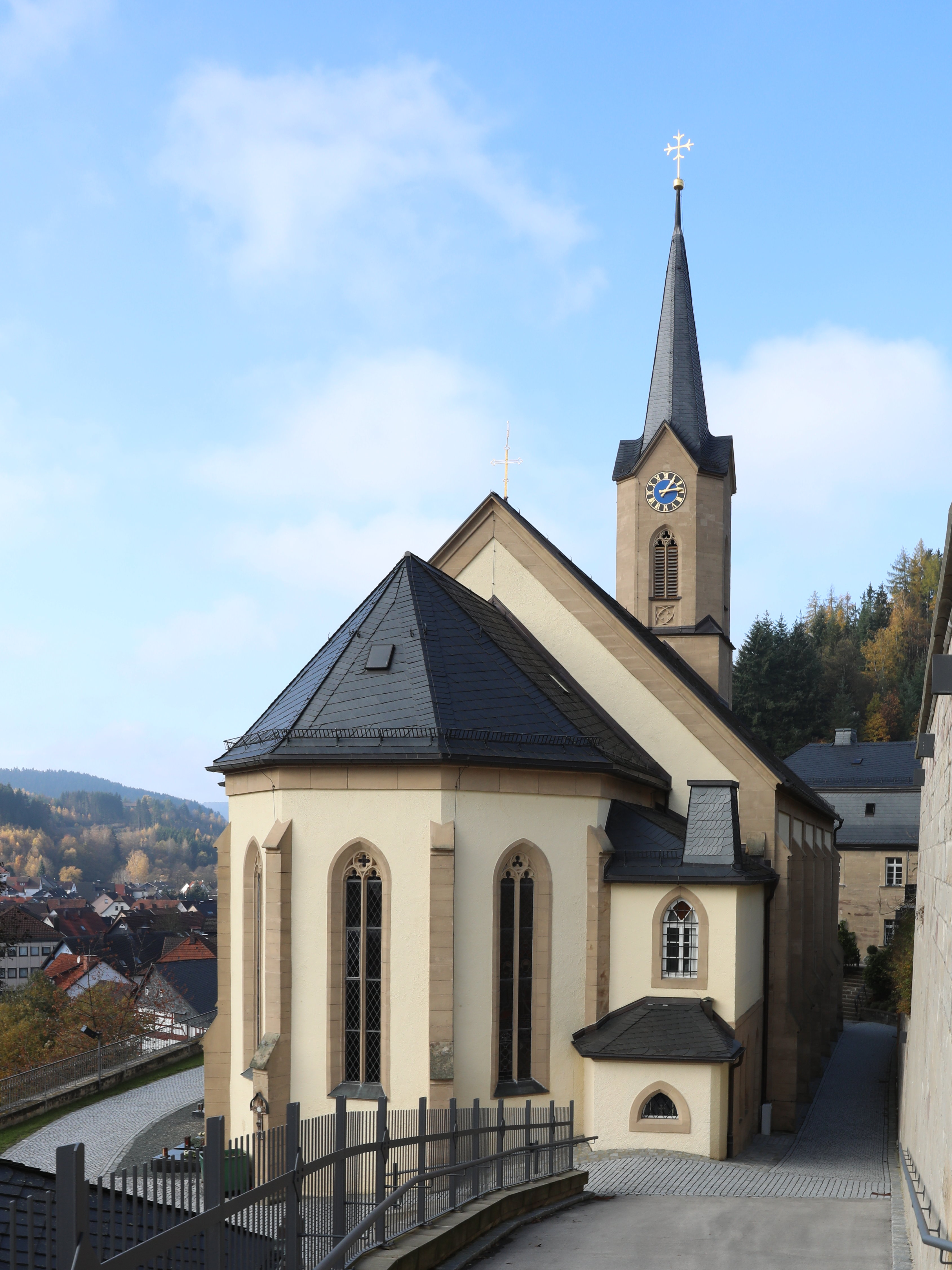
Pfarrkirche St. Thomas in Wallenfels

Die römisch-katholische Pfarrkirche St. Thomas steht in Wallenfels im oberfränkischen Landkreis Kronach. Das denkmalgeschützte Gotteshaus wurde 1869 nach einem Neubau im neugotischen Stil wieder geweiht. Die Pfarrei im Naturpark Frankenwald gehört zum Seelsorgebereich Frankenwald im Dekanat Kronach des Erzbistums Bamberg.

## Baugeschichte
Im Jahr 1507 gab es in Wallenfels ein Pfarrhaus und eine Kapelle, die eine Filiale der Pfarrei Steinwiesen war. Das mittelalterliche Gotteshaus wurde 1549 nach der Trennung von Steinwiesen zur selbstständigen Pfarrkirche erhoben. Allerdings blieb die Pfarrstelle etwa 50 Jahre lang unbesetzt. Die Hälfte der Einwohner des Ortes war evangelisch-lutherisch. Sie besuchten in Seibelsdorf die Gottesdienste. Im Jahr 1553 wurde das Gotteshaus im Verlauf des zweiten Markgrafenkrieges niedergebrannt. Um 1580 war der provisorische Wiederaufbau abgeschlossen.
Von 1571 bis 1592 predigte in Wallenfels ein evangelischer Geistlicher, ab 1596 war die katholische Pfarrstelle dauerhaft besetzt. Den wieder hergestellten Kirchenbau konsekrierte der Bamberger Weihbischof Friedrich Förner 1617. Im Verlauf des Dreißigjährigen Krieges wurde die Kirche 1634 abermals durch einen Brand stark beschädigt. Zwei Jahre dauerte der erneute Aufbau der Pfarrkirche. Eine Pfarrvisitation im Jahr 1689 stellte erhebliche Baumängel an dem Gotteshaus fest.
Die alte Kirche wurde 1861 abgebrochen und der Hang dahinter abgetragen. Die Grundsteinlegung war am 18. Mai 1861. Nach Plänen des Kronacher Bauassistenten Lermann errichteten der Maurermeister Herzog aus Schmölz und der Zimmermeister Jasse aus Kronach den Neubau. Im Jahr 1863 erfolgte die Installation der neuen Uhr am Kirchturm. Der Erzbischof von Bamberg Michael von Deinlein weihte die Pfarrkirche am 15. August 1869. Die erste Renovierung mit neuen Flügelaltären und Fenstern war 1896, die nächste folgte 1936. Weitere Innenrenovierungen waren 1953, 1967, 1976 bis 1978, 1994 und 2008 bis 2010. Außensanierungen erfolgten unter anderem nach dem Einsturz der Friedhofsmauer 1980 in den Jahren 1982, 1998 und 2006.

## Baubeschreibung
Der stattliche neugotische Sandsteinquaderbau steht am Hang des Schlossberges, östlich über dem Ortskern. Das Gotteshaus besteht aus einem eingezogenen, polygonalen Chor mit Fünfachtelschluss. Den Altarraum belichten vier spitzbogige Fenster mit zweibahnigem Maßwerk und überspannt eine hölzerne Flachdecke. Im nördlichen Winkel zum Langhaus befindet sich die Sakristei. Das Langhaus hat fünf Fensterachsen und ist mit dem Chor durch einen spitzbogigen Chorbogen verbunden. Es wird von einer hölzernen Flachdecke überspannt und hat ein verschiefertes Satteldach. In der westlichen Giebelwand steht der Fassadenturm.

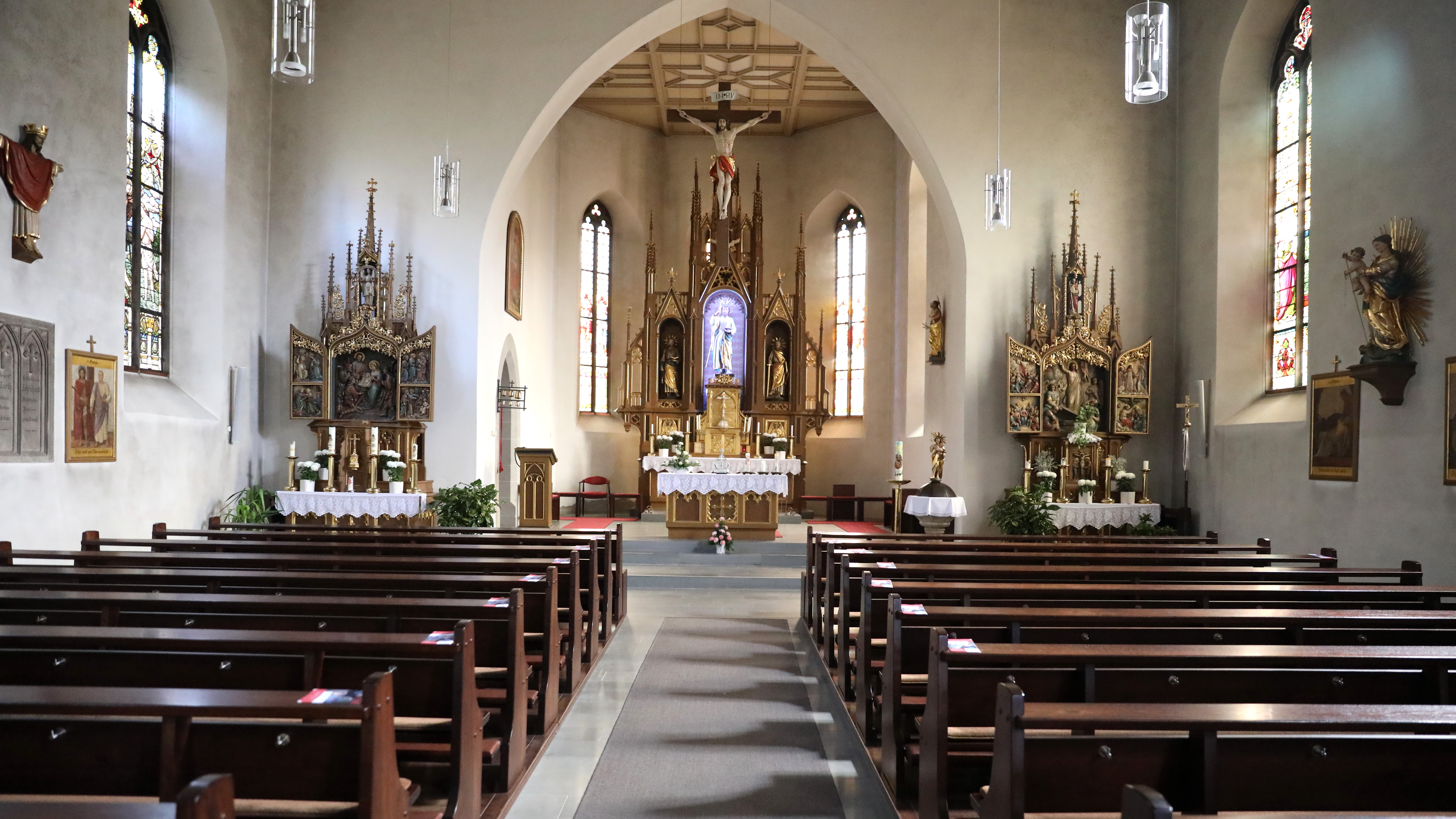
Innenraum

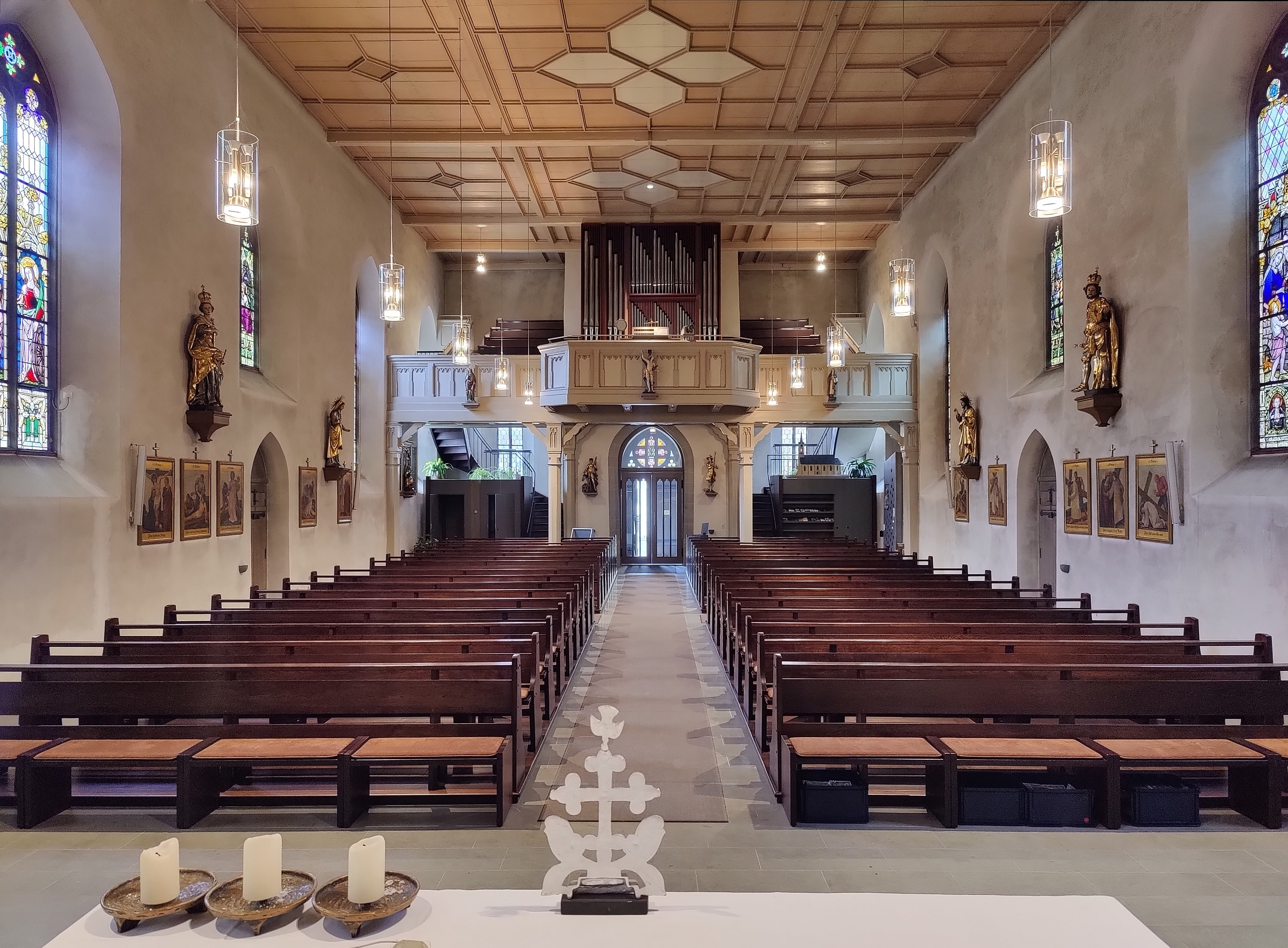
Blick zur Orgel (2023)

## Ausstattung
Mittelpunkt des bauzeitlichen, neugotisch gestalteten Hochaltars sind der vergoldete Tabernakel und der  Anbetungstabernakel darüber mit der Monstranz. In den Nischen des hölzernen Aufbaus steht in der Mitte eine Holzfigur des Kirchenpatrons, des heiligen Thomas, flankiert von den Aposteln 
Petrus, links, und 
Paulus, rechts. Im Altarauszug ist der Heilige Geist in Form einer Taube dargestellt.
Die Seitenaltäre von 1897 sind reich verzierte neugotische Flügelaltäre und ein Werk des Staffelsteiner Künstlers Johann Stengel. Der linke Muttergottesaltar zeigt im Zentrum im Halbrelief die Geburt Christi. Auf dem linken Altarflügel sind Mariä Verkündigung durch den Erzengel Gabriel sowie Mariä Heimsuchung dargestellt und auf dem rechten Altarflügel die Darbietung Jesu im Tempel sowie das Auffinden von Jesus durch Maria und Josef im Tempel. Wenn in der Fastenzeit die Flügel geschlossen sind, zeigen die Flügelrückseiten auf goldenem Untergrund ein Gemälde mit Jesus am Ölberg und die Geißelung. Der rechte Seitenaltar zeigt im Zentrum im Halbrelief die Auferstehung Christi und auf dem linken Altarflügel sind Christi Himmelfahrt und die Aussendung des Heiligen-Geistes an Pfingsten dargestellt sowie auf dem rechten Altarflügel die Aufnahme Mariens in den Himmel und die Marienkrönung durch die Heilige Dreifaltigkeit. Die Rückseiten zeigen Jesus auf dem Weg zur Kreuzigung.
Am ersten rechten Wandpfeiler steht auf einer Konsole eine um 1760 entstandene Holzfigur der Muttergottes, die Pankraz Fries zugeschrieben wird.
Die Orgel wurde 1968 von Speith Orgelbau aufgestellt und verfügt über 16 Register auf zwei Manualen und Pedal. Eine Überholung mit Umdisponierung erfolgte 2004.